# Бердянский залив
Бердя́нский зали́в — залив Азовского моря в Бердянском районе Запорожской области.

## Характеристика
Залив расположен на северном побережье между косами Бердянская и Обиточная.
Расстояние между оконечностями кос около 28 миль.
Глубины в заливе составляют от 5 до 8 метров.
В восточной части залива подъём дна к берегу равномерный, а в западной части дно неровное, с большим количеством банок, глубинами менее 5 метров.
В восточной части залива возле средней части Бердянской косы расположен остров Малый Дзендзик.
В конце косы в залив вдаётся полуостров Большой Дзендзик.
Остров Малый Дзендзик и полуостров Большой Дзендзик укрывают с запада небольшие бухты, пригодные для стоянки рыболовецких судов.
С востока и юга эти бухты прикрываются косой.
Залив зимой замерзает, причём в течение зимы может несколько раз очищаться и снова замерзать.
На побережье расположен ряд населённых пунктов, в том числе 2 города — Приморск (на северо-западе) и Бердянск (северо-восток и восток).
В Бердянске построен Бердянский морской порт. Также на побережье имеется ряд пристаней.

### Экология
В течение 2018—2021 года в акваторию Бердянского залива неоднократно осуществлялись сбросы содержимого городской канализации из центрального коллектора Бердянска. В результате члены Государственной экологической инспекции нашли и предписали устранить существенные нарушения в эксплуатации коллектора осенью 2020 года.